# Datorie publică

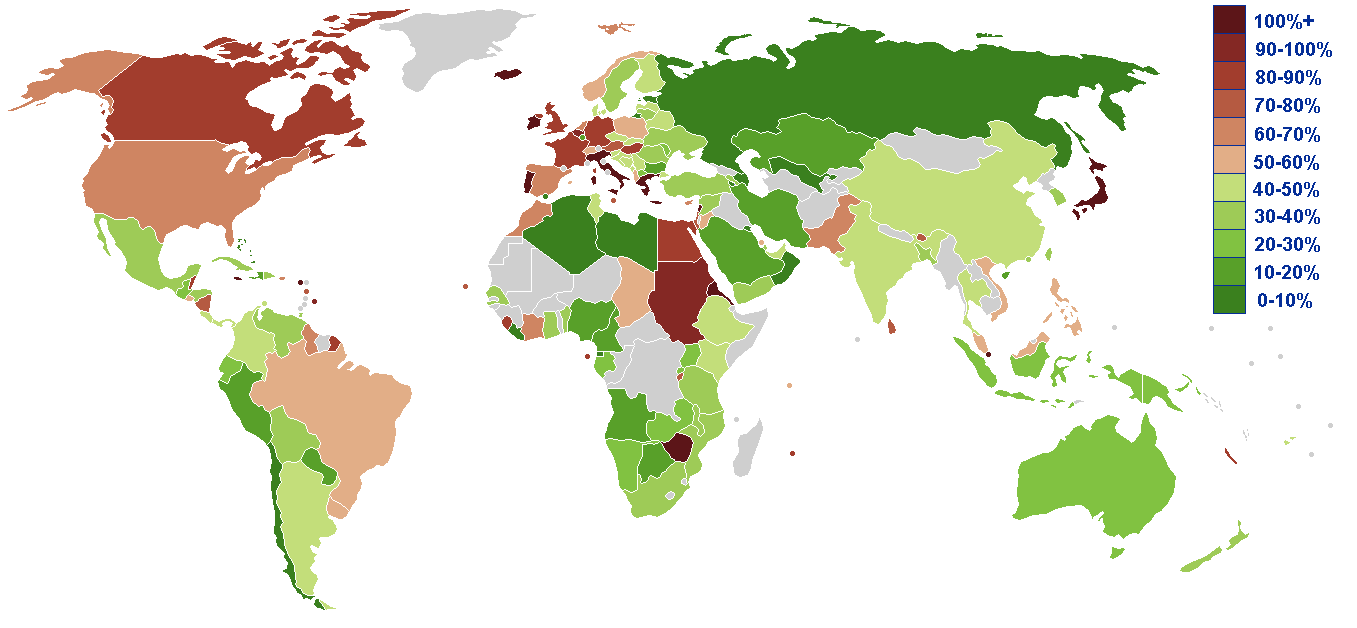
Harta lumii cu datoria publică ca procent din PIB

Prin datorie publică se înțelege datoria pe care o are statul față de terți, precum persoane private, persoane juridice, bănci, intreprinderi, din țară sau din străinătate, care au cumpărat obligațiuni emise de stat pentru a acoperi nevoile financiare ale statului. 

### RaportulPIB- Datorie publică
Raportul dintre Produsul Intern Brut și datoria publică constituie un indicator important al solidității financiare și economice într-un stat. 
Relativ la raportul dintre debitul public și PIB, există patru cazuri în care se poate găsi un stat:
1. Într-un anumit an rata de creștere a PIB-ului este mai mică decât valoarea dobânzii titlurilor de stat și există totodată un deficit primar în raport cu PIB-ul. În acest caz raportul datorie/PIB va tinde să crească la infinit în sens descrescător.
2. Într-un anumit an rata de creștere a PIB-ului este mai mare decât dobânda pentru titlurile de stat, dar încă există un deficit primar în raport cu PIB-ul. În acest caz raportul datorie/PIB va converge în mod descrescător spre o anumită valoare (numită "statut staționar"). Pentru ca raportul să scadă, e necesar ca PIB-ul să crească până la acel punct în care diferența dintre PIB și titlurile de stat sa fie suficient de mare și deficitul primar să fie pe cât de mic posibil. Dacă se întâmpla opusul, raportul datorie/PIB va converge mereu spre statutul staționar, dar în mod crescător.
3. Într-un anumit an rata de creștere a PIB-ului este mai mic decât dobânda titlurilor de stat, dar s-a intervenit crescând taxele, fapt pentru care nu există un deficit primar și încasările sunt mai mari decât cheltuielile. În acest caz raportul datorie/PIB va descrește anulându-se după o anumită perioadă numai dacă raportul inițial datorie/PIB e mai mic decât statutul staționar. Cu scopul ca diferența dintre PIB și datorie să scadă, este nevoie ca diferența să fie suficient de mică ca încasările să fie suficient de mari. Dacă se întâmplă contrariul, raportul datorie/PIB va tinde să se mărească infinit.
4. Într-un anumit an rata de creștere a PIB-ului este mai mare decât dobânda pentru titlurile de stat și s-a intervenit crescând taxele, din acest motiv nu există un deficit primar și încasările sunt mai mari decât cheltuielile. În acest caz raportul datorie/PIB va scădea rapid până se va anula.

## Vezi și
- Datoria publică a Republicii Moldova
- Datoria publică a României